# Cá sọc dưa tím
Cá sọc dưa tím (danh pháp hai phần: Danio albolineatus hay Danio pulcher hoặc Brachydanio pulcher) là loài cá thuộc chi Danio.
Cá sọc dưa tím có nguồn gốc từ Đông Nam Á (tỉnh Chantaburi, miền nam Thái Lan). Loài cá này được H.M Smith phát hiện năm 1931 và đặt tên là Danio pulcher, sau đó được đổi là D. abolineatus.
Tháng 12 năm 2010, Tổ chức Bảo vệ Động vật hoang (WAR) công bố phát hiện thêm 12 loài cá nước ngọt tại đảo Phú Quốc, tỉnh Kiên Giang, Việt Nam, trong đó có cá sọc dưa tím. Loài cá này sống khá phổ biến ở những con suối nhỏ tại Vườn quốc gia Phú Quốc và nhiều nơi khác ở miền Nam Việt Nam.